# Liste der Kulturgüter in Aesch BL
Die Liste der Kulturgüter in Aesch BL enthält alle Objekte in der Gemeinde Aesch im Kanton Basel-Landschaft, die gemäss der Haager Konvention zum Schutz von Kulturgut bei bewaffneten Konflikten, dem Bundesgesetz vom 20. Juni 2014 über den Schutz der Kulturgüter bei bewaffneten Konflikten sowie der Verordnung vom 29. Oktober 2014 über den Schutz der Kulturgüter bei bewaffneten Konflikten unter Schutz stehen.
Objekte der Kategorien A und B sind vollständig in der Liste enthalten, Objekte der Kategorie C fehlen zurzeit (Stand: 2. März 2025).

## Kulturgüter
| Foto |                                                                                       | Objekt                                                     | Kat. | Typ | Standort                            | Beschreibung |
| ---- | ------------------------------------------------------------------------------------- | ---------------------------------------------------------- | ---- | --- | ----------------------------------- | ------------ |
| ja   | Datei hochladen · Wikidata zu Gmeiniwald, neolithisches Dolmengrab (Q1235902)         | Gmeiniwald (neolithisches Dolmengrab) KGS-Nr.: 01371       | A    | F   | 609831 / 257520                     |              |
| ja   | Datei hochladen · Wikidata zu Schulanlage Neumatt, Sekundarschulhaus (Q19362757)      | Schulanlage Neumatt, Sekundarschulhaus KGS-Nr.: 09014      | A    | G   | Reinacherstrasse 5 611694 / 258015  |              |
| ja   | Datei hochladen · Wikidata zu Blarerschloss (Q1416087)                                | Blarerschloss KGS-Nr.: 01372                               | B    | G   | Hauptstrasse 23 612109 / 257232     |              |
| ja   | Datei hochladen · Wikidata zu Ruine Frohberg (Q2175273)                               | Burgruine Frohberg KGS-Nr.: 01373                          | B    | F   | Ruine Frohberg 609300 / 257459      |              |
| BW   | Datei hochladen · Wikidata zu Tannmatt / Leerenacker, römischer Gutshof (Q29676574)   | Tannmatt/Leerenacker (römischer Gutshof) KGS-Nr.: 01374    | B    | F   | Tannmatt 610741 / 258190            |              |
| BW   | Datei hochladen · Wikidata zu Frühmittelalterliches Gräberfeld Steinacker (Q29676549) | Frühmittelalterliches Gräberfeld Steinacker KGS-Nr.: 12053 | B    | F   | Steinackerstrasse 611781 / 258329   |              |
| ja   | Datei hochladen · Wikidata zu Römische-katholische Pfarrkirche St. Joseph (Q29676561) | Römisch-katholische Pfarrkirche St. Joseph KGS-Nr.: 12055  | B    | G   | Obere Kirchgasse 17 611901 / 257340 |              |
| ja   | Datei hochladen · Wikidata zu Wegkapelle (Q29676591)                                  | Wegkapelle KGS-Nr.: 12056                                  | B    | G   | Hauptstrasse 124 611952 / 257799    |              |